# Luis Taruc
Luis Mangalus Taruc (21 de junio de 1913 - 4 de mayo de 2005) fue una figura política e insurgente de Filipinas durante los disturbios campesinos de la década de 1930 hasta el final de la Guerra Fría. Fue el líder del grupo Hukbalahap entre 1942 y 1950. Su participación en el movimiento se produjo después de su iniciación a los problemas de los campesinos filipinos cuando era estudiante a principios de los años treinta. Durante la Segunda Guerra Mundial, Taruc dirigió a Hukbalahap en operaciones de guerrilla contra los ocupantes japoneses de Filipinas.
Tomó conciencia de la situación injusta de los arrendatarios y los pobres en 1935, y decidió dejarle el negocio de la mercería a su esposa para que pudiera ayudar, proteger y servir a los pobres, maltratados y sufriendo campesinos. Influido por su ídolo socialista Pedro Abad Santos de San Fernando, e inspirado por los revolucionarios anteriores del Katipunan como Felipe Salvador, Taruc se unió al "Aguman ding Maldang Tala-pagobra" (AMT, Unión de Trabajadores Campesinos) y en 1938 al Partido Socialista de Filipinas. Este último se fusionó con el Partido Komunista ng Pilipinas como parte de la estrategia del Frente Común, y Taruc asumió el papel de Comandante en Jefe del ala militar creada para combatir a los japoneses.
Después de la guerra, el Hukbalahap continuó sus demandas de reforma agraria. Taruc y siete colegas fueron elegidos para la Cámara de Representantes, pero el gobierno de Manuel Roxas no les permitió ocupar sus asientos en el Congreso. La facción de Taruc se opuso a los derechos de paridad que los Estados Unidos exigían a las Filipinas posteriores a la independencia como condición para la financiación de la rehabilitación. En los próximos cinco años, Taruc renunciaría a la lucha parlamentaria y una vez más tomaría las armas. En el apogeo de su popularidad, el Hukbalahap alcanzó una fuerza de combate estimada entre 10.000 y 30.000 guerrilleros.

## Biografía
Luis Taruc nació el 21 de junio de 1913 en San Luis, en la provincia filipina de Pampanga. Sus padres Nicanor Taruc y Roberta Mangalus eran pequeños agricultores en el centro de Luzón. Taruc siguió un curso preparatorio durante dos años. En la década de 1930, Taruc se convirtió en un portavoz de grupos de trabajadores agrícolas, que defendieron más derechos y mejores pagos. En 1935 se unió al partido comunista.
Más tarde, desde 1942 hasta 1954, Taruc dirigió el grupo rebelde comunista Hukbalahap, que en el apogeo de su popularidad incluía entre 10.000 y 15.000 combatientes. Durante la Segunda Guerra Mundial, Taruc lideró una rebelión armada guerrillera contra los ocupantes japoneses. Después de la independencia, se centraron en el gobierno de Manuel Roxas respaldado por Estados Unidos. Taruc fue elegido junto con otros siete miembros del grupo rebelde en la Cámara de Representantes de Filipinas. Sin embargo, no se les permitió tomar estos asientos. Taruc y el Hukbalahap luego tomaron la lucha armada.
Taruc finalmente se rindió el 17 de mayo de 1954, luego de cuatro meses de negociación con el embajador Benigno Aquino Jr., enviado por el presidente Ramón Magsaysay, quien se rindió de la rebelión de los Huks en la práctica. Taruc fue condenado a 12 años de prisión y fue liberado el 11 de septiembre de 1968 por el presidente Ferdinand Marcos. Después de su liberación, Taruc continuó trabajando por reformas en el sector agrícola. Fue asesor del presidente Marcos y, de 1978 a 1986, también fue representante del sector agrícola y miembro de Batasang Pambansa. Taruc murió en 2005 a los 91 años de insuficiencia cardíaca en el Centro Médico St. Luke en Quezon City. Fue enterrado en el Parque Memorial Loyola. Estaba casado y tenía un hijo.